# Nevados de Chillán
Les Nevados de Chillán sont un ensemble de trois volcans du Chili, le Cerro Blanco ou Volcán Nevado (3 212 mètres d'altitude), le Volcán Nuevo (3 186 mètres d'altitude) et le Volcán Viejo ou Volcán Chillán (3 186 mètres d'altitude), accompagnés de 18 autres bouches éruptives et d'une zone géothermique,. Ces complexes volcaniques sont situés dans le centre du pays, dans la région du Biobío, à l'est de la ville de Concepción.
Les Nevados de Chillán font partie de la réserve de biosphère « Corridor Biologique Nevados de Chillán-Laguna del Laja » reconnue en 2007 par l'Unesco.